# Sofia Pernas
Sofia Pernas (sinh năm 1989) là một nữ diễn viên người Maroc-Tây Ban Nha hiện đang cư trú tại Los Angeles. Cô xuất hiện trong dàn diễn viên chính cho phần duy nhất của loạt phim The Brave, và đóng vai chính trong vai chính trong loạt phim Blood & Treasure.

## Đầu đời
Cô chuyển đến Hoa Kỳ khi cô 5 tuổi và lớn lên ở Quận Cam. Mẹ cô đến từ Morocco, còn bố cô đến từ Tây Ban Nha, cả hai đều là người đa ngôn ngữ. Kết quả là cô ấy nói được bốn thứ tiếng: tiếng Ả Rập, tiếng Anh, tiếng Tây Ban Nha và tiếng Đức. Mặc dù ban đầu cô lên kế hoạch cho sự nghiệp báo chí, cô đã được chuyển hướng sang nghề người mẫu và diễn xuất sau khi được hướng đạo.   

## Sự nghiệp
Pernas đóng vai Marisa Sierras trong The Young and the Restless và xuất hiện trên telenovela Jane the Virgin. Cô đóng vai nhân vật Hannah Rivera, trong dàn diễn viên chính của phần duy nhất của loạt phim The Brave.

## Đóng phim
| Năm        | Chức vụ                                   | Vai trò                                    | Ghi chú                           |
| ---------- | ----------------------------------------- | ------------------------------------------ | --------------------------------- |
| 2009       | Hành trình bất tử của thuyền trưởng Drake | Isabella Drake                             | Phim truyền hình                  |
| 2011       | Thời đại của những con rồng               | Rachel                                     | Phim ảnh                          |
| 2011       | NCIS                                      | Trung úy hải quân đầu tiên Gabriela Flores | Các tập: "Tham gia (Phần I & II)" |
| 2011       | Đòn bẩy                                   | Chị Lupe                                   | Tập: "Chàng trai đi làm đêm"      |
| 2014       | Chiến dịch Rogue của Roger Corman         | Jenna Wallace                              | Phim ảnh                          |
| 2014       | Bản địa                                   | Elena                                      | Phim ảnh                          |
| 2015       | Người trẻ và Người không yên              | Marisa Sierras                             | vai trò định kì                   |
| 2016       | Transylvania                              | Rau mùi                                    | Phim truyền hình                  |
| 2016-2017  | Jane the Virgin                           | Catalina                                   | Vai diễn định kỳ (phần 3), 5 tập  |
| 2017-2018  | Dũng cảm                                  | Cung thủ Hannah                            | Vai trò chính                     |
| 2018       | Con ma xanh                               | Karina                                     | Phim ảnh                          |
| 2018       | Anh ấy biết mỗi bước đi của bạn           | Ramona                                     | Phim truyền hình                  |
| 2019 - nay | Máu & Kho báu                             | Lexi Vaziri                                | Vai trò chính                     |
| TBA        | Hiệp hội bí mật của Hoàng gia thứ hai     |                                            | Phim Disney +                     |